# Messiah (Steel Prophet)
Messiah è il quarto album del gruppo musicale heavy metal statunitense Steel Prophet, pubblicato nel 2000 dall'etichetta discografica Nuclear Blast.
Il CD è uscito sia in versione standard jewel case che in digipack.

## Tracce
Testi e musiche di Kachinsky eccetto dove indicato.
1. The Ides of March – 3:56
2. Messiah – 3:58
3. Vengeance Attained – 6:29
4. Mysteries of Iniquity – 5:50 (testo: Mythiasin)
5. Dawn of Man – 4:46 (testo: Mythiasin – musica: Pons)
6. Earth and Sky – 5:13
7. Goddess Arise – 4:31
8. Unseen – 5:23
9. 07/03/47 – 5:31 (testo: Mythiasin – musica: Dennis)
10. Rapture – 4:49
11. Ghosts Once Past – 6:34

## Formazione
- Rick Mythiasin - voce
- Steve Kachinsky - chitarra
- Jon Pons - chitarra
- Vince Dennis  - basso
- Kevin Cafferty - batteria